# The Vandals
The Vandals són un grup de punk rock format el 1981 per Steven Ronald "Stevo" Jensen i Jan Nils Ackermann en Huntington Beach. Califòrnia. En aquest mateix any, encara que posteriorment es van unir Steve Pfauter i Joe Escalante. Malgrat no haver signat mai per una multinacional, The Vandals han aconseguit mantenir una base de fidels seguidors durant vint-i-cinc anys com a resultat de les seves constants gires i del llançament de diversos àlbums aclamats i malgrat haver sofert constants canvis en la seva formació.
Actualment en Kung Fu Records, han llançat deu àlbums d'estudi i dos discos en directe, a més d'haver recorregut el món amb gires inclosa la Vans Warped Tour. Són coneguts pel seu sentit de l'humor en les seves lletres, preferint utilitzar la seva música com un vehicle per a la comèdia i el sarcasme més que per a assumptes més seriosos.
L'alineació de la banda va canviar contínuament durant els seus primers nou anys, sent Escalante l'únic supervivent de la seva primera presentació amb Peace Thru Vandalism, el 1982. The Vandals actualment el formen Escalante, Dave Quackenbush (vocalista), Warren Fitzgerald i Josh Freese, i s'ha mantingut sense variació des de 1990, excepte un parèntesi en 2000 on Freese va ser substituït durant un any per Brooks Wackerman. Des del 2002, Escalante i el seu propi segell, Kung Fu, venen signant els àlbums de Vandals.

## Història

### Formació i començaments
The Vandals es van formar el 1980 en Huntington Beach, Califòrnia. El vocalista Steven Ronald "Stevo" Jensen i el guitarrista Jan Nils Ackermann van iniciar el grup, tocant amb diversos músics abans que prengués forma el quartet definitiu amb el baixista Steve "Human" Pfauter i Joe Escalante, llavors en la bateria. La banda ràpidament va aconseguir certa reputació entre la comunitat punk de Los Angeles i Orange County amb bandes com Bad Religion, Descendents, Black Flag, TSOL, X, The Germs, Suicidal Tendencies i Social Distortion. The Vandals es van distingir de la resta de bandes de l'escena punk californiana amb els seus temes lírics adolescents i humorístics més que amb postures polítiques molt presents en bandes com les anteriorment citades o la resta de les bandes punk del moment.
En 1982 es van convertir en la segona banda a signar per Epitaph Records, segell californià recentment creat pel guitarrista de Bad Religion Brett Gurewitz, amb qui van llançar el seu primer treball, l'EP Peace Thru Vandalism. L'enregistrament contenia diverses cançons que es convertirien en les favorites dels seguidors i que continuen formant part del gruix de les cançons que la banda toca en els seus concerts avui dia, incloent "Urban Struggle", que es va convertir en un èxit local després de ser punxada al programa de Rodney de la KROQ. La majoria dels temes del disc tracten sobre les seves pròpies experiències de l'escena punk rock local. "The Legend of Pat Brown" narra les històries d'un amic de la banda que abusa de substàncies prohibides conegut per muntar escàndols, mentre que "Pirate's Life" explica l'experiència de muntar en l'atracció de Disneyland Pirates del Carib mentre s'està sota els efectes del LSD. El ja esmentat "Urban Struggle", que descriu les constants baralles entre els seguidors del punk rock que es congregaven en el club Cuckoo's Nest de Costa Mesa i els fans de la música country, que es reunien en el veí local Zubie's. "Anarchy Burger (Hold the Government)" s'aproxima a la filosofia anarquista des d'una perspectiva humorística.
El 1984 la banda va aparèixer en la pel·lícula punk Suburbia convidats pel director Penelope Spheeris, qui ja havia dirigit l'influent rockumental The Decline of Western Civilization.

### Primer àlbum
Pfauter va deixar la banda el 1984 i Brent Turner va ingressar en el seu lloc com a baixista en l'enregistrament del seu primer àlbum d'estudi, When in Rome Do as the Vandals. El 1985, any del llançament del disc mitjançant National Trust Records, Chalmer Lumary va ser el triat per ocupar el baix de forma permanent. Es van produir picabaralles entre alguns membres que es van culminar amb la marxa de Stevo, sent reemplaçat per Dave Quackenbush, l'actual cantant de la banda, procedent de Falling Idols. En 1987 la banda va aparèixer en un altre film de Penelope Spheeris, Dudes.
Lumary va abandonar els Vandals en 1989 i Robbie Allen va entrar en el seu lloc per gravar Slippery When Ill. L'àlbum va deixar en part la fórmula punk rock d'altres llançaments en detriment d'estils més country explorant el so conegut com a "cow punk", en el qual ja havien incorregut altres bandes punk rock locals com a Social Distortion. L'estil jocós d'aquest moment de la banda va confondre a molts dels seus seguidors i el disc va romandre en la foscor fins al seu rellançament el 1999 amb el títol de The Vandals Play Really Bad Original Country Tunes. Al moment del llançament de Slippery When Ill, la banda va reclutar a un nou baterista, Doug MacKinnon, i Escalante es va canviar al baix, posició que ocuparia la resta de la carrera de la banda.

### Conflicte sobre propietat
Després del llançament de Slippery When Ill, la banda va sofrir diversos canvis en la seva formació, ja que el bateria MacKinnon i el guitarrista original Ackermann van deixar els Vandals. En aquest moment, Brett Gurewitz de Epitaph Records va renunciar als drets de Peace Thru Vandalism passant a Escalante, que va assumir el control sobre ells. Time Bomb Recordings va rellançar Peace Thru Vandalism i When in Rome Do as the Vandals com un CD single amb els crèdits "totes les lletres i música per Joe Escalante" (el llançament original presentava en els crèdits a la banda completa, i Stevo i Auckermann van assegurar que la majoria dels temes van ser escrits abans que Escalante arribés a la banda). Stevo, Ackermann, Lumary i el bateria de TSOL, Todd Barnes, van tocar en un concert com The Vandals, fins i tot quan Escalante va prendre el control del nom de la banda.
Els detalls exactes quant a la presentació dels drets pel nom de la banda i la música són encara avui debatuts, i els informes són oferts per diferents parts. Escalante ha declarat que els membres antics van renunciar al control del nom de la banda i els drets a canvi del permís per tocar el concert de reunió, però els altres neguen això i van indicar que Escalante va prendre accions legals contra ells durant l'actuació prevenint-los més enllà de l'ús del nom i la música. De totes maneres, Escalante va mantenir el control legal dels drets del nom i catàleg dels Vandals i va continuar actuant amb Quackenbush amb el nom, reclutant nous membres per a la banda. En 2003 molts dels membres originals emprendrien accions legals contra Escalante reclamant que ells mai havien renunciat als drets i que li havien ocultat els drets i llicències.

### Ingrés de Fitzgerald i Freese
La sortida d'Ackermann i MacKinnon van deixar a Escalante i Quackenbush en cerca d'un nou guitarrista i bateria. The Vandals havien tocat anteriorment amb una banda anomenada Doggy Style i van quedar sorpresos per les poc ortodoxes formes del seu guitarrista Warren Fitzgerald, la qual cosa encaixava perfectament amb el seu sentit de l'humor com a banda i el van fitxar com a guitarrista. També durant aquest moment, Escalante i Quackenbush van visitar en diverses ocasions Disneyland, on van veure a Josh Freese tocant la bateria en una banda de versions infantils cridada Polo en l'escenari de Tomorrowland. Ho van convèncer per entrar en Vandals i així quedava fixada la formació que romandria fins a l'actualitat amb Quackenbush, Fitzgerald, Escalante i Freese (amb substitucions ocasionals de Freese).
El 1990, la nova formació va gravar Fear of a Punk Planet, àlbum que els va consagrar com una de les bandes emergents del sud de Califòrnia amb grups punk rock com Pennywise, Rancid, NOFX, the Offspring i Sublim. Van gravar el seu primer videoclip per a la cançó "Pizza Tran", que va rebre certa atenció en programes punk rock de televisions locals. A l'any següent la banda va llançar Sweatin' to the Oldies, un disc en directe que incloïa cançons en la seva majoria de Peace Thru Vandalism i When in Rome Do as the Vandals. Dos anys després Escalante es va graduar com a advocat i va treballar com a executiu de la CBS, utilitzant el seu salari per finançar la banda i els seus contactes televisius per portar-los a actuacions en alguns Late-night. A manera de curiositat, durant l'actuació del Dia d'Any Nou de 1993, Escalante no va poder actuar amb els Vandals i el seu lloc va ser cobert per l'actor Keanu Reeves.

### Etapa en Nitro Records
Per 1995 el punk rock ja havia aconseguit impactar en l'escena mundial amb els supervendes Dookie de Green Day i Smash de The Offspring. En aquest moment The Vandals signen per Nitro Records, segell del líder d'Offspring, Dexter Holland per al llançament del seu quart àlbum d'estudi Live Fast, Diarrhea. Van començar una gira per Estats Units i Europa a més de telonejar a No Doubt. L'àlbum i la banda van continuar atraient l'atenció del panorama punk rock i fins i tot van realitzar cameos televisius com en un episodi de la popular sèrie expedient X, on l'actor Giovanni Ribisi llueix samarretes dels Vandals i escolta contínuament la seva música.
El 1996 la banda llança The Quickening, el seu cinquè àlbum i del qual van gravar un videoclip per a la cançó "It's a Fact". En aquest any Escalante i Fitzgerald funden el segell discogràfic Kung Fu Records, amb l'objectiu inicial de llançar els discos de la banda de Riverside Assorted Jelly Beans, encara que també en aquest mateix any Kung Fu llança la banda sonora de la pel·lícula Glory Daze, interpretada per Ben Affleck i que compta amb cançons dels propis Vandals i Assorted Jellybeans. A la fi d'any, la banda va llançar un àlbum nadalenc, Oi to the World!, mitjançant Kung Fu. A pesar que va romandre durant anys com un dels treballs més foscos de la banda, la cançó que donava nom al disc va guanyar certa popularitat quan va ser versionada el 1997 per la banda de Gwen Stefani No Doubt. Aquesta versió va ser produïda per Fitzgerald i va tenir un videoclip.
Hitler Bad, Vandals Good va ser llançat el 1998 i és un dels àlbums més populars de la banda. Van continuar de gira, inclosa la seva primera participació en el Vans Warped Tour, on més tard serien habituals. En 2000 van llançar el seu últim àlbum d'estudi amb Nitro, Look What I Almost Stepped In..., que no va comptar en aquesta ocasió amb Freese en la bateria per diversos compromisos musicals i va ser reemplaçat per a l'enregistrament d'aquest disc i alguns concerts per Brooks Wackerman. Els dissenys de la portada i contraportada, obra d'Escalante, mostren la influència de la tauromàquia en el propi Escalante, que havia començat anys enrere a rebre cursos de toreig per la seva influència hispana (el seu pare és mexicà).

### Marxa a Kung Fu Records
Malgrat que en 2000 els Vandals van marxar definitivament a Kung Fu Records, segell d'Escalante, The Vandals ja havien comercialitzat alguns CD antics mitjançant Kung Fu estant encara en Nitro. Va ser el cas dels rellançaments de Sweatin' to the Oldies en 1997, Slippery When Ill i The Vandals Play Really Bad Original Country Tunes el 1999 i Oi to the World! el 2000. També van llançar un DVD en 2000 titulat Fear of a Punk Planet i Escalante va fundar Kung Fu Films en aquest mateix any, protagonitzant, al costat dels altres membres de la banda una pel·lícula, That Darn Punk.
El primer àlbum de Vandals amb Kung Fu va ser Internet Dating Superstuds, llançat el 2002. Abans de la promoció del disc, els membres de la banda van crear un concurs en internet en el qual els guanyadors eren premiats amb una cita amb cadascun dels integrants de Vandals. Aquestes cites van ser gravades i utilitzades com a vídeos inclosos en el CD-ROM de l'àlbum, que van usar com a temàtica de la portada i contraportada del disc. Van tornar a actuar en el Warped Tour i van rellançar Sweatin' to the Oldies mitjançant Kung Fu en format DVD.

### Polèmiques legals i polítiques
En 2003 els exmembres de Vandals Stevo, Jan Nils Ackermann, Chalmer Lumary i Steve Pfauter van emprendre accions legals contra Escalante, en les quals se li acusava de mala gestió de l'antic catàleg de cançons de la banda i de rebutjar-los els drets que se'ls havia de. Les seves acusacions tenen el seu origen arran dels drets de les cançons d'Escalante durant els començaments de la dècada dels 80 que van ser utilitzades en pel·lícules i anuncis televisions. "Urban Struggle" va ser utilitzada en la pel·lícula SLC Punk! i en un anunci de Adidas, mentre la lletra de "Anarchy Burger (Hold the Government)" va ser utilitzada en la pel·lícula xXx de Vin Diesel. En cada cas les cançons van ser adjudicades a Escalante. Un CD de rellançament que combinava Peace Thru Vandalism i When in Rome Do as the Vandals que va ser llançat el 1989 per Time Bomb Recordings també va ser adjudicat a Escalante sent escrit en els crèdits "totes les cançons escrites per Joe Escalante". Els antics membres van afirmar que la majoria d'aquestes cançons havien estat escrites abans que Escalante ingressés en la banda, que per tant havia malversat la propietat intel·lectual d'aquests i que no se'ls havia pagat els drets de llicència d'aquelles cançons. Els plets es van succeir, resultant en un resolució que no va ser revelada i que va permetre a Escalante continuar amb les llicències de l'antic catàleg de cançons. Una llicència posterior de la cançó "Urban Struggle" per a la pel·lícula Jackass Number Two portava acreditava a tota la banda com a posseïdors dels drets. Els processos legals pel que fa a l'assumpte estan, encara avui dia, en curs.
Al juliol de 2003 els Vandals van gravar un concert en viu i un DVD en el House of Blues d'Anaheim, Califòrnia, com a part de les sèries de Kung Fu The Show Must Go Off!. També en 2003 va sortir a la venda el seu desè àlbum d'estudi, Hollywood Potato Chip, no exempt de polèmica. Aquesta vegada va sorgir després de la portada de l'àlbum, amb la cal·ligrafia del nom de la banda idèntica a la qual utilitza la revista o tabloide d'entreteniment californià Variety. La companyia va demanar la retirada d'aquest disseny i el redisseny d'una altra portada que no resultés ofensiva, ja que la portada i el disc parodiaven la indústria d'entreteniment de Hollywood i consideraven una violació de la marca registrada.
The Vandals van tocar per a les tropes nord-americanes de Sadr City, Bagdad, al desembre de 2004. Amb ells va viatjar el bateria de Pennywise Byron McMackin en lloc de Freese. Alguns seguidors de la banda i del punk rock van criticar aquesta decisió assegurant que amb això la banda estava donant suport a la guerra dels Estats Units a l'Iraq. La banda es va defensar assenyalant que la seva música és deliberadament apolítica i que qualsevol que siguin les opinions polítiques dels individus, ells estaven entusiasmats de tocar recolzant a les tropes. Després d'això, la banda va emprendre una gira per Europa en la qual van ser cancel·lades algunes dates a causa de les protestes d'alguns grups de persones que consideraven que les accions de la banda representaven una postura pro-bèl·lica.

### Activitat recent

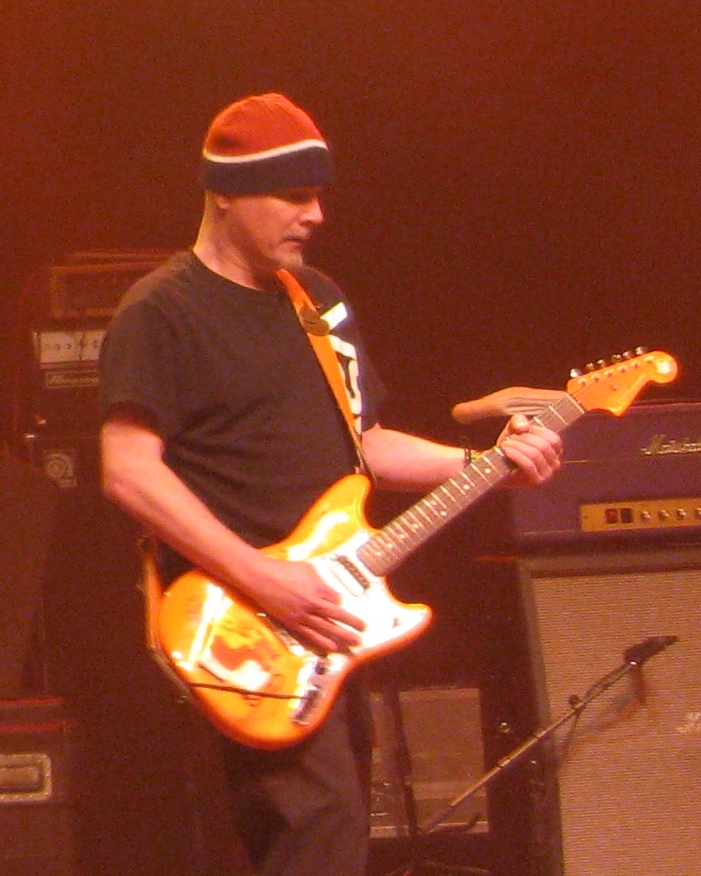
El guitarrista Warren Fitzgerald de The Vandals actuant el 18 de desembre de 2011 a l'Auditori Cívic de Santa Mònica (Santa Mónica, Califòrnia) com a part de l'esdeveniment GV30.

En 2005 va ser llançat el disc recopilatori Shingo Japanese Remix Album, en el qual el dj japonès Shingo Asari remescla onze cançons de la discografia de la banda. L'agost d'aquest mateix any la banda va oferir un concert benèfic en el mític club novaiorquès CBGB.
A l'abril de 2006 Vandals va tornar a Orient Mitjà per recolzar novament a les tropes militars nord-americanes, aquesta vegada, les que es trobaven a Afganistan. Els membres de la banda van continuar amb les seves respectives ocupacions: Freese com baterista professional d'estudi grava amb multitud d'artistes, Fitzgerald compon i produeix àlbums d'altres bandes i Escalante continua portant Kung Fu Records i Kung Fu Films. La banda va participar en l'edició 2007 del Warped Tour i estarà en la de l'estiu de 2008.
Fins avui, no van llançar material nou, l'últim disc amb material nou va ser llançat en 2004, però el grup segueix actiu i tocant en viu.

## Membres

### Actuals
- Warren Fitzgerald - Guitarrista (1987 - ...)
- Joe Escalante - Bateria (1981 - 1985), A la baixa (1985 - ...)
- Dave Quackenbush - Cantant (1985 - ...)
- Josh Freese - Bateria (1989 - ...)

### Antics
- Steven Ronald "Stevo" Jensen - Cantant (1981 - 1984)
- Steve Pfauter - A la baixa (1981 - 1983)
- Robbie Allen - A la baixa (1989)
- Jan Nils Aukerman - Guitarrista (1981 - 1987)
- Greg Davis - Guitarrista (1981)
- Ron Emory - Guitarrista (1981)
- Chalmer Lumary - Baixista (1983-1984)
- Todd Barnes - Bateria (1981)
- Doug Mckinnon - Bateria (1981)
- Vince Mesa - Bateria (1981)
- Steve Gonzales - ?? (1981)

## Discografia

### Àlbums
| Any  | Títol                                                      | Discogràfica                              | Format   | Una altra informació |
| ---- | ---------------------------------------------------------- | ----------------------------------------- | -------- | --- |
| 1982 | Peace Thru Vandalism                                       | Epitaph Records                           | EP       | Primer grup després de Bad Religion en Epitaph Records.                                                                     |
| 1984 | When in Rome Do as the Vandals                             | National Trust Records                    | LP       | Esgotat. Rellançat el 1989 en CD acompanyat de Peace Thru Vandalism.                                                        |
| 1989 | Slippery When Ill                                          | Restless Records / Sticky Fingers Records | LP / CD  | Esgotat. Diverses cançons van aparèixer de nou el 1999 en The Vandals Play Really Bad Original Country Tunes.               |
| 1989 | Peace Thru Vandalism/When in Rome Do as the Vandals        | Time Bomb Recordings                      | CD       | Rellançament del primer EP i el primer àlbum en format CD.                                                                  |
| 1990 | Fear of a Punk Planet                                      | Triple X Records                          | CD       | Primer llançament amb la formació actual. Versió origial esgotada. Rellançament el 2000 amb cançons extra.                  |
| 1991 | Sweatin' to the Oldies: The Vandals Live                   | Triple X Records                          | CD / VHS | Àlbum i video en directe. Versió original esgotada. Àlbum rellançat el 1997 amb cançons extra, video rellançat 2002 en DVD. |
| 1995 | Live Fast, Diarrhea                                        | Nitre Records                             | CD       | |
| 1996 | The Quickening                                             | Nitre Records                             | CD       | |
| 1996 | Oi to the World!: Christmas With the Vandals               | Kung-Fu Records                           | CD       | Versió original esgotada. Rellançat el 2000 amb cançons extra.                                                              |
| 1997 | Sweatin' to the Oldies: The Vandals Live - Special Edition | Kung-Fu Records                           | CD       | Rellançament amb cançons extra.                                                                                             |
| 1998 | Hitler Bad, Vandals Good                                   | Nitre Records                             | CD       | |
| 1999 | The Vandals Play Really Bad Original Country Tunes         | Kung-Fu Records                           | CD       | Bàsicament un rellançament de Slippery When Ill. Conté 8 cançons d'aquest àlbum amb 2 cançons extra.                        |
| 2000 | Fear of a Punk Planet - Anniversary Edition                | Kung-Fu Records                           | CD       | Rellançament amb cançons extra.                                                                                             |
| 2000 | Look What I Almost Stepped In...                           | Nitre Records                             | CD       | |
| 2000 | Oi to the World! rellançament                              | Kung-Fu Records                           | CD       | Rellançament amb una obertura nova.                                                                                         |
| 2002 | Internet Dating Superstuds                                 | Kung-Fu Records                           | CD       | |
| 2004 | Live at the House of Blues                                 | Kung-Fu Records                           | CD / DVD | Àlbum i disc en directe gravat com a part de la sèrie The Show Must Go Off! sèries de Kung-Fu Records.                      |
| 2004 | Hollywood Potato Chip                                      | Kung-Fu Records                           | CD       | |
| 2005 | Shingo Japanese Remix Album                                | Kung-Fu Records                           | CD       | Col·lecció de cançons d'àlbums recents remesclades pel DJ Japonès Shingo Asari.                                             |

### EP i vinils de 7"
| Any        | Títol                                       | Discogràfica     | Format   | Una altra informació                                                 |
| ---------- | ------------------------------------------- | ---------------- | -------- | -------------------------------------------------------------------- |
| 1982       | Peace Thru Vandalism                        | Epitaph Records  | EP       | Esgotat. Rellançat el 1989 en CD amb When in Rome Do as the Vandals. |
| 1996       | The Vandals / Assorted Jelly Beans split 7" | Kung-Fu Records  | 7" vinyl | Primer llançament en Kung-Fu Records.                                |
| desconegut | The Vandals / Longfellow split 7"           | desconegut       | 7" vinyl | Esgotat.                                                             |
| 2000       | Fat Club 7"                                 | Fat Wreck Chords | 7" vinyl | Esgotat.                                                             |